# Yalçın Granit
Yalçın Granit (Istanbul, 12 settembre 1932 – 1º novembre 2020) è stato un cestista e allenatore di pallacanestro turco.

## Carriera
Ha iniziato la propria carriera nel Darussafaka, e successivamente è passato al Galatasaray. Con la Turchia ha disputato le Olimpiadi del 1952, oltre a 3 edizioni degli Europei da giocatore (1951, 1955, 1957) e una da allenatore (1963). Vanta complessivamente 68 presenze e 896 punti in Nazionale.
È stato il primo giocatore turco ad aver militato anche all'estero: negli anni cinquanta si trasferì infatti al Paris Basket Racing.

## Palmarès

### Giocatore
- Campionato turco: 5

Galatasaray: 1948, 1949, 1950, 1953, 1955